# سیارک ۱۱۲۴۷
سیارک ۱۱۲۴۷ (به انگلیسی: 11247 Wilburwright، نامگذاری:4280T-3) یازده هزار و دویست و چهل و هفتمین سیارک کشف شده‌است که در ۱۶ اکتبر ۱۹۷۷ کشف شد.
قدر مطلق سیارک برابر ۲۹.۵ است.